# Ingrid Andersson (författare)
För andra personer med samma namn, se Ingrid Andersson.
Ingrid Svea Margareta Andersson, född 24 april 1918 på ön Skeppsholmen i Indalsälven i Timrå församling, Medelpad, död 12 februari 1994 i Sköns församling, Sundsvall, var en svensk författare.

## Priser och utmärkelser
- 1977 – Rörlingstipendiet
- 1978 – Landsbygdens författarstipendium